# Бернолаково (район Сенец)
Бернолаково (словац. Bernolákovo, венг. Cseklész, нем. Lanschütz) — деревня района Сенец, Братиславского края, в западной Словакии.
Расположена в западной части Дунайской низменности по обеим сторонам р. Чьерна-Вода, притока Малого Дуная, примерно в 18 км от Братиславы и 8 км от г. Сенец.
Население на 31 декабря 2020 года составляло 8613 человек. Кадастровая площадь — 28,431 км². Плотность — 303 чел./км².

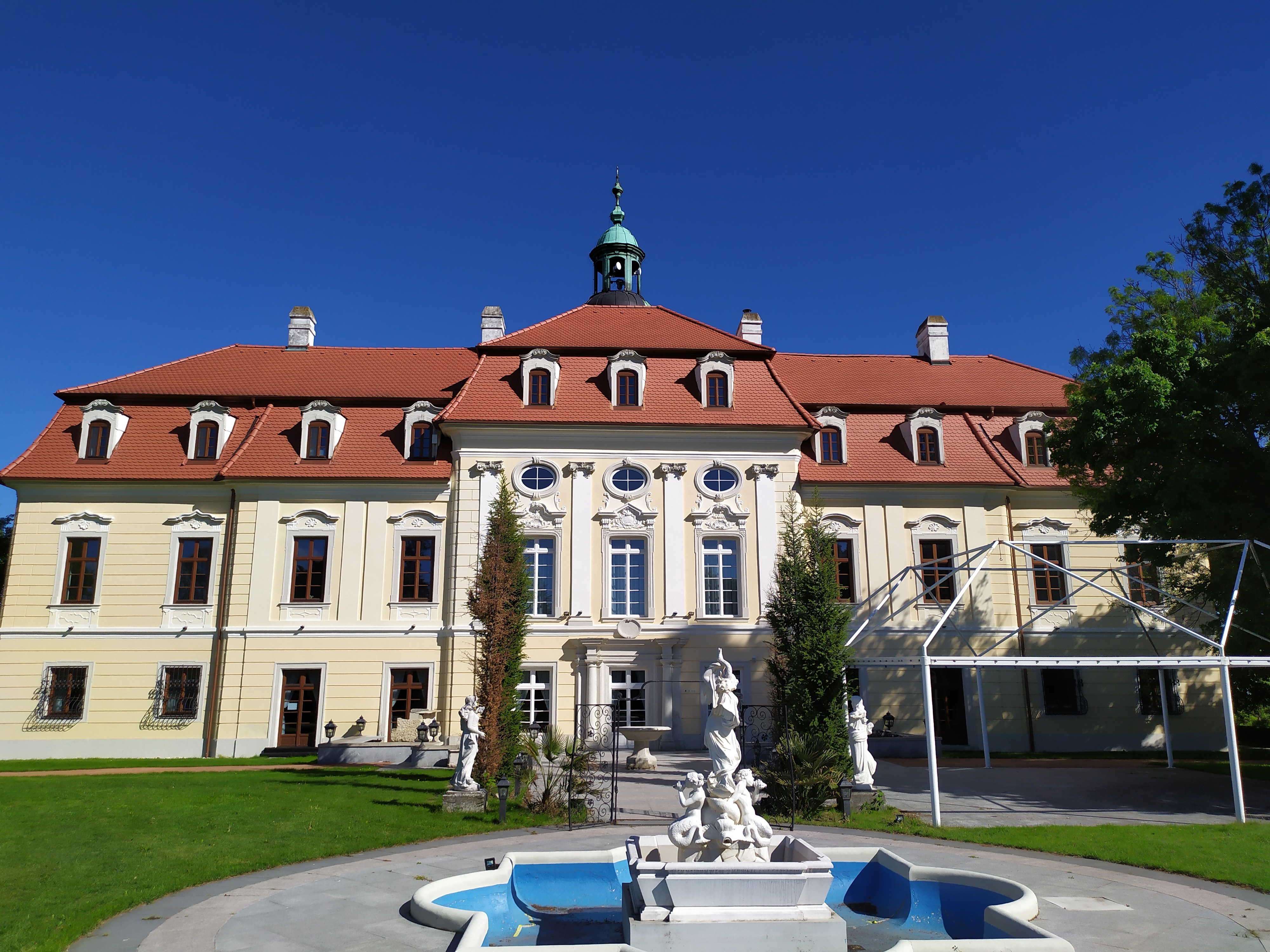
Замок

## История

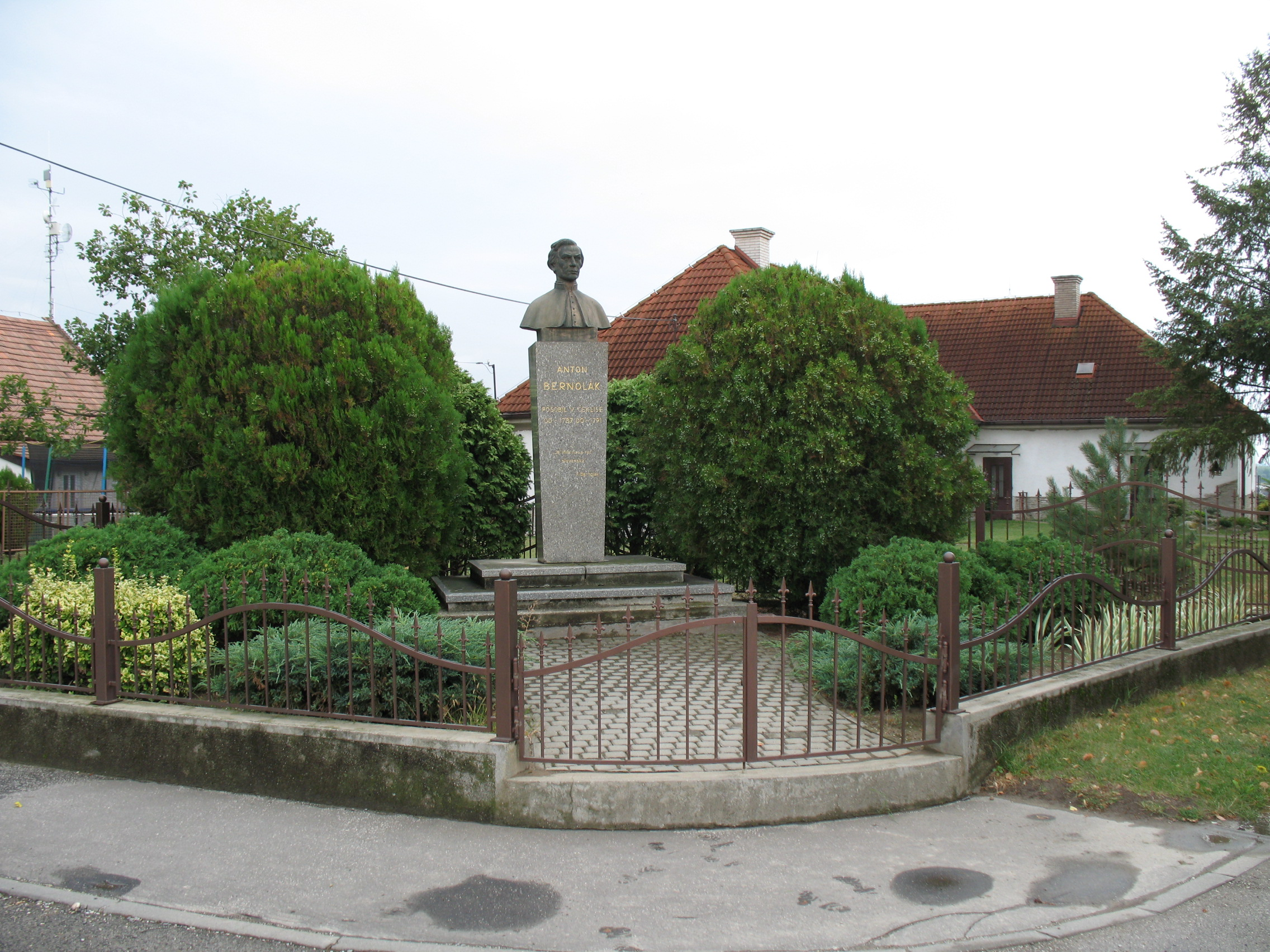
Памятник Антону Бернолаку

Самые ранние археологические находки относятся к эпохе неолита и бронзы . Здесь была обнаружена аварско-славянская гробница датируемая VIII веком.
Впервые упоминается в документах короля Венгрии Андраша II в 1209 году под названием Цеки.
Серьёзно пострадал в начале XVIII века в ходе османских войн и восстаний.
До 1918 года входило в состав Венгерского королевства, после чего перешло к вновь образованной Чехословакии.
В 1948 году переименована в честь видного словацкого филолога и священника Антона Бернолака, который работал в местном приходе с 1787 по 1791 год.

## Население
| Год:                | 1994 | 2004    | 2014     | 2024     |
| ------------------- | ---- | ------- | -------- | -------- |
| Количество человек: | 4461 | 4852    | 6147     | 10 151   |
| Разница:            |      | +8,76 % | +26,69 % | +65,13 % |

## Достопримечательности

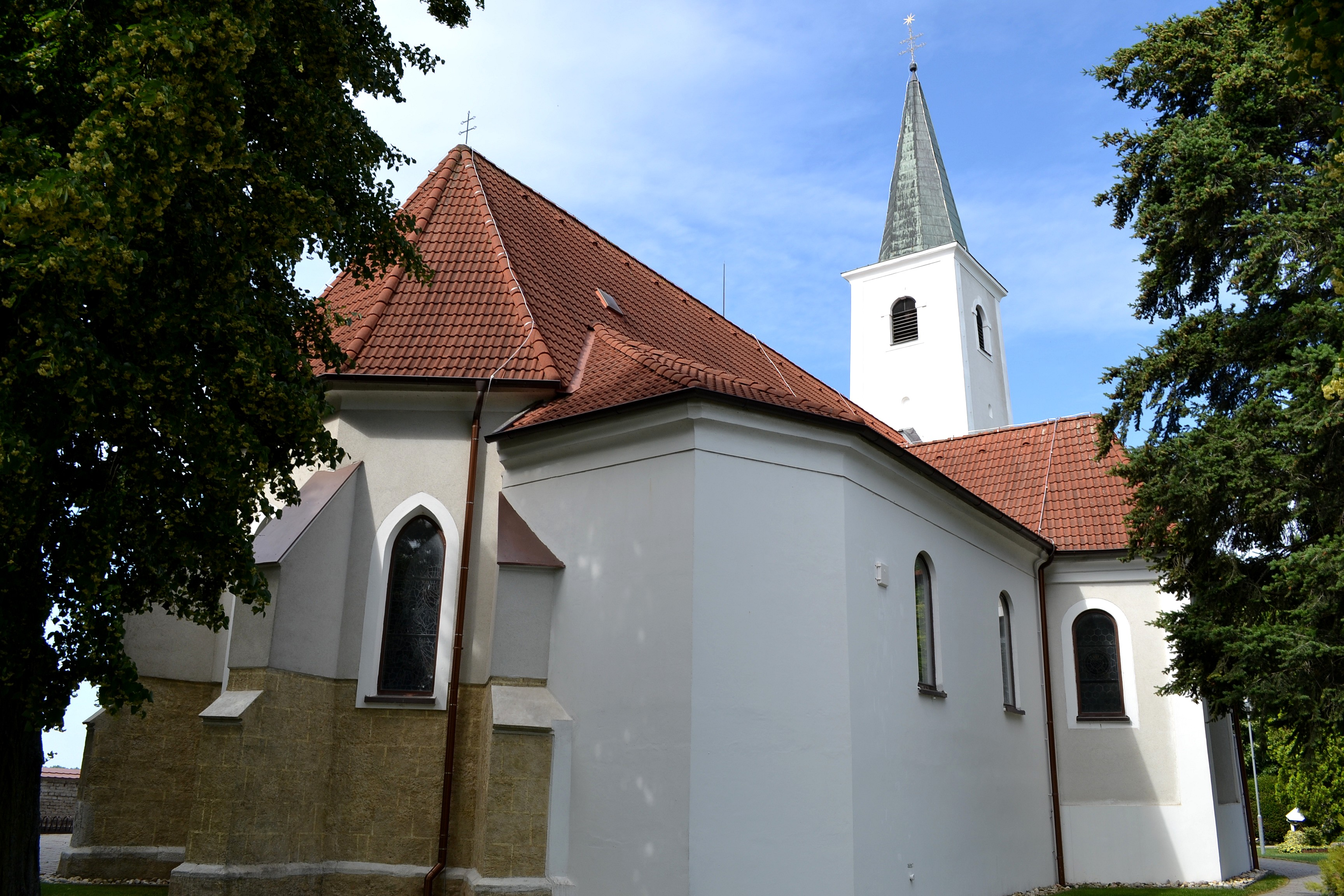
Костёл

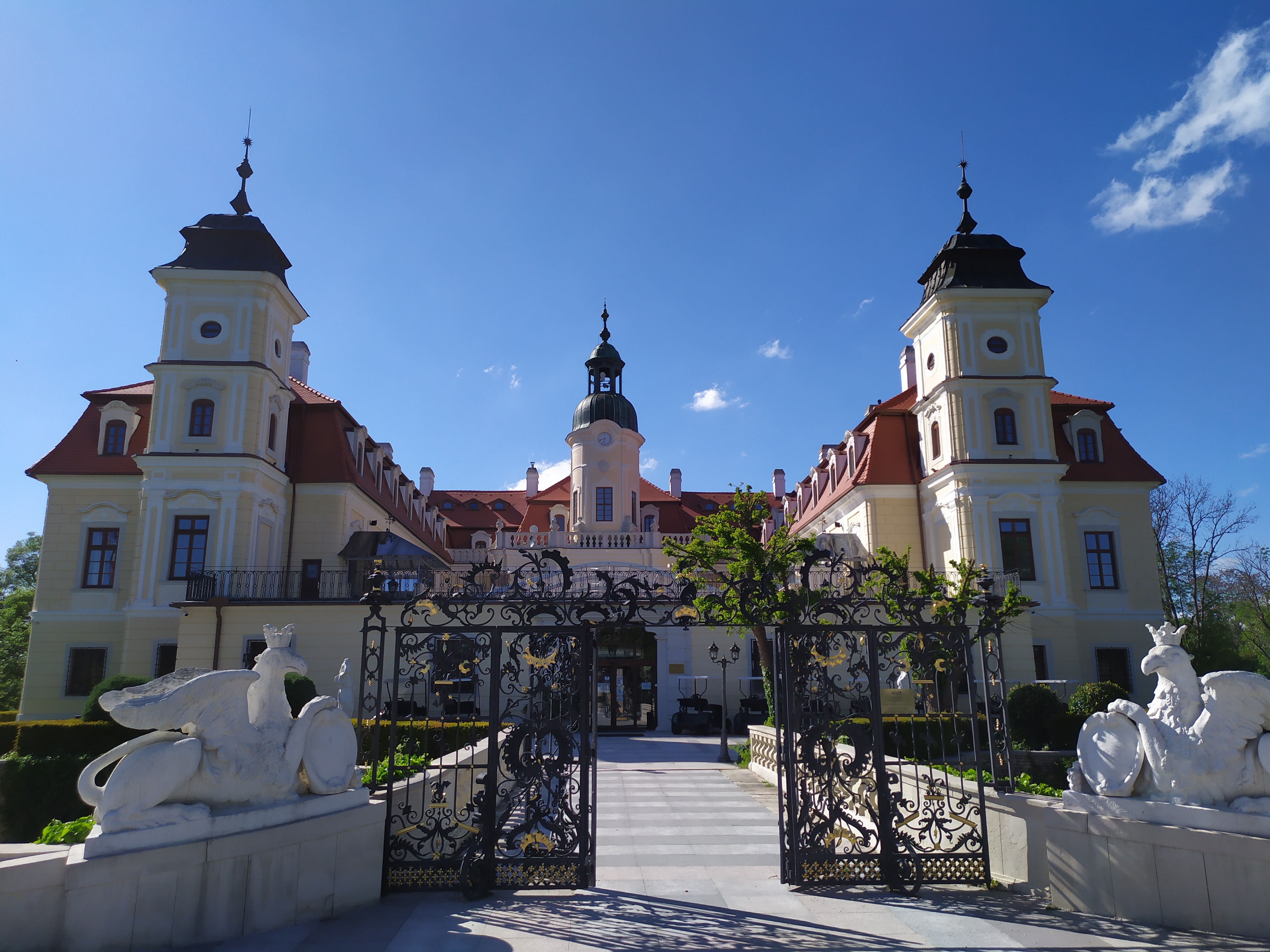
Замок

- Римско-католическая церковь Святого Стефана 14-го века, первоначально готическая, реконструированная в 1764 и 1773 годах и расширенная в XX веке.
- Дворец Эстерхази в стиле барокко 1714—1722 годов.
- Часовня св. Анны в стиле барокко 1724 г.
- Позорный столб недалеко от костёла XVIII века
- Памятник Антону Бернолаку 1937 г.

Имеет станция на железнодорожной линии Братислава-Будапешт. До аэропорта Братиславы около 12 км.

## Персоналии
- Поплугар, Ян — чехословацкий футболист.